# Daniel Santa
Daniel Santa (Medellín, Antioquia, Colombia; 7 de junio de 1992) es un futbolista colombiano.
Juega de volante central. Jugó en la selección Sub-17 de su país.

## Selección nacional

### Participaciones en Copas del Mundo
| Mundial                     | Sede    | Resultado    | Partidos | Goles |
| --------------------------- | ------- | ------------ | -------- | ----- |
| Copa Mundial Sub-17 de 2009 | Nigeria | Cuarto lugar | 4        | 0     |

## Clubes
| Club              | País      | Año         | PJ | Goles |
| ----------------- | --------- | ----------- | -- | ----- |
| Atlético Nacional | Colombia  | 2009 - 2012 | 33 | 0     |
| Racing Club       | Argentina | 2012 - 2013 | 0  | 0     |
| UTA Arad          | Rumania   | 2013        | 28 | 1     |
| Alianza Petrolera | Colombia  | 2014 - 2018 | 71 | 2     |
| Universitario     | Panamá    | 2019 - 2022 | 52 | 1     |
| San Francisco     | Panamá    | 2022 - 2023 | 22 | 0     |

## Palmarés

### Torneos nacionales
| Título          | Club              | País     | Año  |
| --------------- | ----------------- | -------- | ---- |
| Torneo Apertura | Atlético Nacional | Colombia | 2011 |